# Паредес, Кинтин
Кинтин Бабила Паредес (таг. Quintín Babila Paredes; 9 сентября 1884, Бангед, провинция Абра, Генерал-капитанство Филиппины — 30 января 1973, Манила, Филиппины) — филиппинский государственный деятель, президент Сената Филиппин (1952).

## Биография
Окончил Школу старших классов в Вигано и Колледж Святого Хуана Летранского. Получил высшее образование в Юридической школе Манилы (Escuela de Leyes) с присвоением к 1917 г. степеней бакалавра искусств, бакалавра права и магистра искусств. Затем открыл свою частную практику в Маниле.
В 1908 г. был назначен заместителем, затем - первым заместителем начальника, а с 1916 по 1917 г. являлся его начальником налогового управления Манилы.
- 1917—1918 гг. — генеральный солиситор Филиппин,
- 1918—1920 гг. — генеральный прокурор, в этом качестве был членом первой парламентской миссии в Соединенные Штаты (1919),
- 1920—1921 гг. — министр юстиции.

В 1921 г. возобновил частную юридическую практику в Маниле.
С 1925 по 1935 гг. избирался депутатом Палаты представителей Филиппин: с 1929 по 1931 гг. — временный спикер Палаты представителей, а с 1933 по 1935 г. — спикер нижней палаты парламента. В 1935 году он был избран депутатом, но сложил полномочия, чтобы занять пост комиссара-резидента Филиппин в Соединенных Штатах (1936—1938).
В 1938 г. был вновь избран в Палату представителей и до 1941 г. был лидером парламентского большинства. С 1941 по 1945 г. являлся членом сената, который не проводил заседаний в связи с началом Второй мировой войны и японской оккупацией Филиппин. Занимал пост министра общественных работ в администрации Хосе Лауреля. В переходный послевоенный период обвинялся в сотрудничестве и государственной измене вместе с президентом Лаурелем и остальной частью прояпонского правительства. Был амнистирован вместе с другими обвиняемыми президентом Мануэлем Рохасом.
В 1946—1949 гг. — вновь депутат Палаты представителей, в 1949 г. победил на выборах в сенат. С 1950 по 1952 г. был временным президентом сената, а в марте-апреле 1952 г. — его президентом. Переизбирался в состав верхней палаты до 1961 г. В 1963 г. принял решение об уходе их политической жизни.
Также являлся директором Юридической школы Манилы (1911—1917) и президентом банка General Bank & Trust Co. (1963—1969).